# Yōhei Toyoda
Yōhei Toyoda (jap. 豊田 陽平, Toyoda Yōhei; * 11. April 1985 in Komatsu) ist ein japanischer Fußballspieler.

## Nationalmannschaft
2013 debütierte Toyoda für die japanische Fußballnationalmannschaft. Mit der japanischen Olympiaauswahl qualifizierte er sich für die Olympischen Spiele 2008.

## Auszeichnungen
- J. League Division 2: Torschützenkönig 2011
- J. League Best Eleven: 2012
- J. League Fairplay-Preis: 2014